# アミューズメントミューズ1/3娘
アミューズメントミューズ1/3娘（アミューズメントミューズさんぶんのいちガール）は、2006年4月4日から2007年3月31日まで日本テレビで放送されていたバラエティ番組である。EPGによっては「アイドル育成1/3娘」となっていた。
放送時間は毎日月曜日から木曜日が25:26 - 25:35、金曜日が25:45 - 25:54であったが、他の番組など編成上の都合で変更になることが多かった。
回数は2006年8月19日放送分で100回目、2007年1月13日放送分で200回目を達成し、かつて同時間に放送されていた「エンパラナイト」に次ぐ長寿ミニ番組となった。

## 概要
「3人合わせて1人前の1/3娘（さんぶんのいちがーる）」が「1人前」になるための試練に挑む。
3人を一心同体にする特製の足輪「つなガール1号・2号」を足首に繋がれて3人4脚状態で登場し、タイトルコールを行う。
立ち位置は左から田代さやか、水崎綾女、上野真未の順番である。（ただし、番組開始からしばらくの立ち位置は、左から水崎綾女、田代さやか、上野真未の順番だった。）
「つなガール1号・2号」はロケが始まると外されることが多いが、あまり動かない時は繋がれていることもある。
一週間で一区切りの構成となっており、月曜日から木曜日は月曜日の冒頭で提示される「〜ができてこそ1人前」(演技、護身術、似顔絵など)という目標を達成するために奮闘する模様が流れる。金曜日はフリップを使ってクイズなどを行い、途中にDVDランキングと映画ランキングがインサートされる。

## 出演者

### レギュラー
- 田代さやか
- 水崎綾女
- 上野真未

### ゲスト
- 二宮歩美 - センデンシタガール
- 高木梓 - センデンシタガール
- 小島祥子 - センデンシタガール

## スタッフ
- ナレーター：市川展丈
- 構成：笹沼大、北野克哉、内田ぼちぼち
- CG：アイヴリックスタジオ
- 技術：千代田ビデオ
- 編集：3one
- 音効：八木賢二郎
- AD：下鳥真沙、マサカツ★ヤマグチ
- ディレクター：ウエダダイスケ、見付統洋
- 演出：福田逸平太
- AP：ツツミサトシ
- プロデューサー：納富隆治、中川真由美
- チーフプロデューサー：梅原幹（2006年7月 - 2007年3月31日・最終回）←安岡喜郎（第1回・2006年4月4日 - 2006年6月）
- 制作協力：ホリプロ
- 制作著作：日本テレビ

## その他
- B.L.T.関東版にて『1/3娘日誌』を連載。（2007年4月号で終了）
- 2007年2月21日に『1/3娘DVD-BOX』発売。